# Pat Finn
Patrick "Pat" Finn (n. 31 iulie, 1965) a fost un actor american. Născut și crescut în Evanston, Illinois.

## Biografie
Finn s-a născut în Evanston, Illinois.